# جی‌آرئی
هدف آزمون جی‌آر ای (GRE مخفف عبارت Graduate Records Examination) سنجش توانایی‌ها و معلومات دانش‌آموختگان می‌باشد. این آزمون معمولاً برای ورود به مقاطع تحصیلی بالاتر از کارشناسی مورد نیاز است. دانشگاه‌های آمریکایی و کانادایی معمولاً داشتن نمرهٔ بالا در این آزمون را یکی از شرایط پذیرش به مقطع کارشناسی ارشد یا دکترا قرار می‌دهند. مبلغ نام‌نویسیِ این آزمون به جز چند کشور، در بقیهٔ کشورهای جهان از جمله ایران ۲۲۰ دلار است، که البته با ۴٪ مبلغی که اخیرا (با عنوان: 4% online service fee) به آن اضافه شده، می بایستی ۲۲۸/۸ دلار پرداخت نمایید. 
آزمون به‌صورت هفتگی در همهٔ مراکز GRE در ایران برگزار می‌شود. نتایج آزمون GRE پس از ۱۰ تا ۱۵ روز کاری به‌صورت آنلاین در وبگاهِ این مرکز اعلام می‌شود.

## محتوای آزمون
این آزمون دارای ۳ قسمت درک واژگان (Verbal section)، ریاضیات (Quantitative section) و قسمت نوشتاری تحلیلی (Analytical writing section) می‌باشد.
کل زمان آزمون ۱ ساعت و ۵۸ دقیقه است. همیشه آزمون با رایتینگ آغاز می شود، اما اینکه پس از رایتینگ، بخش اول وربال باشد یا کوانت مشخص نیست و ترتیب به صورت رندوم خواهد بود.
سوالات مربوط به بخش کوانت شامل ۲ سکشن هست، ابتدا سکشن ۱ کوانت که ۱۲ سوال و ۲۱ دقیقه زمان دارد، و سپس سکشن ۲ کوانت که ۱۵ سوال و ۲۶ دقیقه زمان برای پاسخ به سوالات آن اختصاص داده شده، نمرهٔ این بخش بین ۱۳۰–۱۷۰ محاسبه می‌شود.
سوالات بخش وربال نیز شامل شامل ۲ سکشن هست، ابتدا سکشن ۱ وربال که ۱۲ سوال و ۱۸ دقیقه زمان دارد، و سپس سکشن ۲ وربال که ۱۵ سوال و ۲۳ دقیقه زمان برای آن در نظر گرفته شده است. نمرهٔ این بخش نیز بین ۱۳۰–۱۷۰ محاسبه می‌شود.
قسمت رایتینگ یا نوشتاری تحلیلی شامل نوشتن یک انشا می‌باشد که برای آن ۳۰ دقیقه زمان دارید. نمرهٔ این بخش از ۶ محاسبه می‌شود.